# کارلوس آلفارو مورنو
کارلوس آلفارو مورنو (انگلیسی: Carlos Alfaro Moreno؛ زادهٔ ۱۸ اکتبر ۱۹۶۴) بازیکن فوتبال اهل آرژانتین است.
از باشگاه‌هایی که در آن بازی کرده‌است می‌توان به باشگاه ورزشی بارسلونا، باشگاه اتلتیکو ایندپندینته، باشگاه فوتبال آمریکا، و باشگاه فوتبال اسپانیول اشاره کرد.
وی همچنین در تیم ملی فوتبال آرژانتین بازی کرده‌است.